# 1793 год в науке
В 1793 году были различные научные и технологические события, некоторые из которых представлены ниже.

## События
- 20 июля — А.Маккензи, выйдя к Тихому океану, первым в истории прошёл всю Северную Америку севернее Мексики от одного океана до другого.
- 5 октября — декретом Национального конвента во Франции введён Французский республиканский календарь.

### Без точных дат
- Начато сооружение первой линии оптического телеграфа конструкции Клода Шаппа между Парижем и Лиллем длиной 225 км[1].
- Жан-Доминик Ларрей в армии Наполеона начал устройство первых «летучих лазаретов» — фр. ambulances volantes (для обеспечения оперативной помощи раненым)[2].

## Печатные работы
- Опубликован «Лексикон российской исторической, географической, политической и гражданской» (М.: Горное училище, 1793. Ч. 1—3) В. Н. Татищева.

## Родились
- 22 февраля — Иоганн Михаэль Йозеф Саломон,  немецкий математик (умер в 1856).
- 15 апреля — Василий Яковлевич Струве, академик, астроном и геодезист.(умер в 1864)
- 4 мая — Иван Михайлович Снегирёв, русский историк, этнограф, фольклорист, археолог (умер в 1868).
- 28 октября — Симонас Даукантас (Simonas Daukantas), литовский историк и писатель-просветитель (умер в 1864).

## Скончались
- 2 февраля — Уильям Айтон, шотландский ботаник и садовник.(родился в 1731)
- 28 апреля — Джон Мичелл, английский естествоиспытатель и геолог.(родился в 1724)
- Иван Афанасьев — корабельный мастер полковничьего ранга, строитель кораблей для Балтийского флота, «новоизобретённых кораблей» и других судов для Азовского флота.(родился в 1730)
- Ноэль Жозеф де Неккер — немецкий ботаник и историограф французского происхождения.(родился в 1730)